# Międzynarodowy Komitet Ratunkowy
Międzynarodowy Komitet Ratunkowy (ang. International Rescue Committee, IRC) – międzynarodowa organizacja pozarządowa założona w 1933 roku z inicjatywy Alberta Einsteina. Oferuje doraźną oraz długofalową pomoc uchodźcom, osobom przesiedlonym w wyniku wojny, prześladowania lub klęski żywiołowej.
W nagłych sytuacjach IRC zapewnia schronienie, pomoc humanitarną, pomoc medyczną i żywność. Pomaga także uchodźcom zapewniając im dostęp do edukacji. Z organizacją współpracują m.in. Kofi Annan, Henry Kissinger, Colin Powell, Madeleine Albright, Liv Ullmann, Elie Wiesel i Tom Brokaw.
Organizacja działa w 40 państwach, 26 miastach Stanów Zjednoczonych, w których pomaga zamieszkać uchodźcom, a także posiada biura w 7 miastach na świecie. Od 1957 roku IRC przyznaje Freedom Award za pomoc uchodźcom i walkę o wolność człowieka.